# Moreirense Futebol Clube 2012-2013
Questa voce raccoglie le informazioni riguardanti il Moreirense Futebol Clube nelle competizioni ufficiali della stagione 2012-2013.

## Rosa
| N. |                       | Ruolo | Calciatore       |
| -- | --------------------- | ----- | ---------------- |
| 1  | Portogallo (bandiera) | P     | Ricardo Ribeiro  |
| 2  | Portogallo (bandiera) | D     | Paulinho         |
| 3  | Brasile (bandiera)    | D     | Anilton          |
| 4  | Brasile (bandiera)    | D     | Nilson           |
| 5  | Portogallo (bandiera) | D     | Ricardo Pessoa   |
| 6  | Portogallo (bandiera) | C     | Filipe Gonçalves |
| 7  | Uruguay (bandiera)    | A     | Pablo Olivera    |
| 8  | Portogallo (bandiera) | C     | Castro           |
| 9  | Portogallo (bandiera) | A     | Rafael Lopes     |
| 10 | Portogallo (bandiera) | C     | Fábio Espinho    |
| 11 | Algeria (bandiera)    | A     | Nabil Ghilas     |
| 12 | Portogallo (bandiera) | P     | Ferreira         |
| 14 | Francia (bandiera)    | D     | Florent Hanin    |
| 15 | Brasile (bandiera)    | C     | Vinicius         |

| N. |                         | Ruolo | Calciatore        |
| -- | ----------------------- | ----- | ----------------- |
| 17 | Portogallo (bandiera)   | C     | Pintassilgo       |
| 19 | RD del Congo (bandiera) | C     | Christian Kinkela |
| 21 | Tunisia (bandiera)      | C     | Tijani Belaid     |
| 22 | Brasile (bandiera)      | C     | Renatinho         |
| 23 | Portogallo (bandiera)   | D     | Ricardo Fernandes |
| 24 | Portogallo (bandiera)   | D     | Augusto           |
| 25 | Brasile (bandiera)      | P     | Ricardo Andrade   |
| 27 | Portogallo (bandiera)   | C     | Jorge Chula       |
| 28 | Brasile (bandiera)      | A     | Wagner            |
| 29 | Brasile (bandiera)      | C     | Tales             |
| 33 | Brasile (bandiera)      | D     | Diego Gaúcho      |
| 44 | Camerun (bandiera)      | D     | Edy Boyom         |